# Corynellus aureus
Corynellus aureus är en skalbaggsart som beskrevs av Linsley 1961. Corynellus aureus ingår i släktet Corynellus och familjen långhorningar. Inga underarter finns listade i Catalogue of Life.